# Media for equity
Media For Equity (M4E, MFE, «Реклама за долю») — это одна из моделей инвестирования, базирующаяся на принципах коллаборативного потребления. Медиа-площадки (телеканалы, печатные издания, операторы наружной рекламы и др.) предоставляют свои неиспользуемые медиа ресурсы (эфирное время, печатные полосы, билборды и другие рекламные поверхности) клиентам без текущей оплаты, а взамен получают долю в акционерном капитале компаний-клиентов.
Media For Equity, как инструмент, может быть интересен для тех компаний, которые не могут себе позволить проводить массированную рекламную кампанию, по причине недостаточно большого размера свободных денежных средств или нежелания изымать средства из оборота.
Очевидные плюсы для компаний в том, что они получают прямой доступ к медиа-ресурсам на более выгодных условиях, увеличение темпов роста и капитализации, повышение узнаваемости рекламируемого бренда. Для медиа-компаний данная модель взаимодействия тоже выгодна, она позволяет повысить такой показатель, как использование рекламного инвентаря. Как правило, сделки осуществляют специально созданные структурные подразделения медиа холдингов, которым и принадлежат медиа-площадки.
Основным недостатком данной модели является финансирование только рекламной кампании, без финансирования оборотного капитала или инвестиционной программы. Для полномасштабного решения задач по финансированию проекта, медиа-площадки привлекают фонды прямых инвестиций для партнерства.

Более сложной структурой, но в то же время более эффективной являются Фонды M4E. Несколько медиа-компаний принимают участие, внося часть своих активов. Таким образом, клиенту обеспечивается доступ к различным видам медиа — медиа микс (ТВ, радио, интернет, наружная реклама)
Известные примеры из области Media For Equity:
SevenVentures, венчурное подразделение телевизионной группы ProSiebenSat.1 (Германия).
В 2011 году SevenVentures инвестировал в Zalando, онлайн-ретейлера обуви. Это была первая сделка по модели M4E в мире. Позже, по их стопам пошли другие европейские компании, в частности, онлайн-сервис аренды частного жилья 9flats.com (немецкий аналог Airbnb), шопинг-клуб для мужчин Paul Direkt и международный сайт знакомств eDarling. За 3 года Seven Ventures закрыл порядка 40 подобных сделок.
Ströer Media AG, один из самых больших продавцов внешней рекламы или же Out-of-Home-Werbung,
Одним из известнейших фондов в Германии является German Media Pool Venture Capital GmbH (GMPVC). К медиа-партнерами GMPVC относятся телеканалы N24 и RTL II, радиогруппа REGIOCAST, а также «афишный» рекламодатель Wall AG и предприятие группы JCDecaux.

В России опыт сделок по модели Media For Equity пока что очень мал. Единственная публичная сделка — это приобретение в 2013 году инвестфондом «Медиа Капитал», находящимся под управлением инвестиционной компании UCF, доли в одном из крупнейших российских интернет-магазинов Holodilnik.ru в обмен на рекламную кампанию, стоимость которой составила порядка 400 млн руб. При этом размер фонда «Медиа Капитал» обозначается в 15 млрд руб.